# Yuji Kishioku
Yuji Kishioku (岸奥 裕二 Kishioku Yūji?,  nacido el 2 de abril de 1954 en Muroran, Hokkaidō) es un exfutbolista japonés que se desempeñaba como defensa.
Kishioku jugó 10 veces y marcó 2 goles para la Selección de fútbol de Japón entre 1979 y 1980.

## Trayectoria

### Clubes
| Club         | País  | Año         |
| ------------ | ----- | ----------- |
| Nippon Steel | Japón | 1973 - ???? |

### Selección nacional
| Selección | País  | Año         |
| --------- | ----- | ----------- |
| Absoluta  | Japón | 1979 - 1980 |

## Estadística de equipo nacional
| Selección de Japón | Selección de Japón | Selección de Japón |
| Año                | Part.              | Goles              |
| ------------------ | ------------------ | ------------------ |
| 1979               | 5                  | 0                  |
| 1980               | 5                  | 2                  |
| Total              | 10                 | 2                  |